# Simon de Taranto
Simon a fost membru al dinastiei normande Hauteville, devenit principe de Taranto între 1144 și 1154.
Simon era fiu bastard al regelui Roger al II-lea al Siciliei. El a fost numit de către tatăl său principe de Taranto în 1144.
În 1154, Roger al II-lea a murit, iar Regatul Siciliei a revenit celui de al patrulea dintre fiii săi legitimi, Guillaume I "cel Rău". Noul suveran l-a deposedat imediat pe fratele său vitreg, Simon, pretinzând că Taranto reprezenta un fief prea important pentru a fi conferitn unui fiu ilegitim. Simon a ținut în sine continuu o puternică ură față de fratele său și a făcut apel la Matei Bonnello pentru a conduce o răscoală în capitala regatlui, Palermo, care a izbucnit în 1161. 
Alături de nepotul său de frate, Tancred de Lecce, fiul bastard al ducelui Roger al III-lea de Apulia, Simon și-a pus planul în practică în 9 martie. Cei doi principi au invadat palatul regal, l-au capturat pe rege, regină și pe cei doi fii ai acestora și au incitat mulțimea în sensul masacrării musulmanilor. Inițial, cel mai mare dintre acești doi fii, Roger, era destinat să preia coroana Regatului Siciliei în locul lui Guillaume, însă curând populația a sprijinit ideea urcării pe tron a lui Simon însuși. Totuși, înainte ca Simon să se poată impune, situația a scăpat de sub control, iar răscoala a fost reprimată. Participanții la insurecție au fost nevoiți să îl elibereze pe regele Guillaume și să se retragă la castelele lor. Iertarea le-a fost acordată doar cu condiția exilului, iar mulți dintre ei, inclusiv Simon, au optat pentru această soluție.
Simon nu a încercat să preia coroana după moartea lui Guillaume din 1166, așa cum se temeau cei mai mulți. În schimb, contele Henric de Montescaglioso, unchi pe linie maternă al noului rege, Guillaume al II-lea "cel Bun", a ridicat pretenții asupra Taranto și a tuturor teritoriile care aparținuseră cândva lui Simon.